# Pension Vanilos
Pour le téléfilm, voir Pension Vanilos (téléfilm).
Pension Vanilos (titre original : Hickory Dickory Dock) est un roman d'Agatha Christie.
Publié le 31 octobre 1955 au Royaume-Uni, il est publié en novembre de la même année aux États-Unis sous le titre Hickory Dickory Death  puis en 1956 en France.
Le roman met en scène Hercule Poirot, qui enquête sur des vols mystérieux survenus dans une pension de famille située Hickory Road, hébergeant principalement des étudiants. Au cours de l’enquête, le suicide inexpliqué d'une étudiante, puis la mort de la propriétaire de la pension, suivie du meurtre d'une autre étudiante, montrera qu'un assassin réside dans la pension de famille.

## Personnages
- Hercule Poirot, le détective belge
- L'inspecteur Sharpe, l'enquêteur
- Miss Lemon, la secrétaire de Poirot.
- Mme Christina Nicoletis, la propriétaire, à moitié grecque et dipsomane, de la pension Vanilos.
- Mme Hubbard, la sœur de Miss Lemon et la directrice de la pension Vanilos.
- George, le valet de chambre de Poirot
- Ahmed Ali, un étudiant égyptien résidant à la pension Vanilos.
- Akibombo, un étudiant ouest-africain résidant à Hickory Road
- Celia Austin, une résidente employée à plein temps à la pension Vanilos, chimiste au dispensaire de l'hôpital St Catherines.
- Leonard « Len » Bateson, étudiant résidant à la pension Vanilos, étudiant en médecine et chirurgie.
- Nigel Chapman, étudiant résidant à la pension Vanilos, il est diplômé en histoire de l'âge du bronze et du Moyen Age ainsi qu'en italien, et étudie à l'Université de Londres.
- Sally Finch, étudiante américaine résidant à la pension Vanilos dans le cadre du programme Fulbright, spécialisée en poésie.
- René Halle, un étudiant français résidant à la pension Vanilos, étudiant en littérature anglaise
- Valèrie Hobhouse, résidente de la pension Vanilos, employée à plein temps en tant que copropriétaire de Sabrina Fair, un salon de beauté.
- Elizabeth Johnston, une étudiante jamaïcaine résidant à la pension Vanilos, étudiante en jurisprudence.
- Chandra Lal, un étudiant indien résidant à la pension Vanilos, étudiant en sciences politiques.
- Patricia Lane, étudiante résidant à la pension Vanilos et titulaire d'un diplôme en archéologie.
- Geneviève Maricaud, étudiante française résidant à la pension Vanilos et étudiante en littérature anglaise.
- Colin McNabb, un étudiant résidant à la pension Vanilos, faisant des études supérieures en psychologie.
- Gopal Ram, un étudiant indien résidant à la pension Vanilos, étudiant en sciences politiques.
- Jean Tomlinson, résidant à la pension Vanilos, travaillant à temps plein et faisant de la kinésithérapie à l'hôpital Sainte-Catherine.
- Maria, la cuisinière italienne de la pension Vanilos.
- Geronimo, le mari de Maria, également cuisinier.

## Résumé
La secrétaire très efficace d'Hercule Poirot, Miss Lemon, commet une petite erreur en transcrivant une lettre. La raison de son malaise est liée à un problème concernant sa sœur, une dame tout aussi efficace qui dirige une pension de famille pour étudiants étrangers au 26 Hickory Street à Londres. Depuis quelques mois, des événements étranges et désagréables se produisent, que Mme Hubbard ne parvient pas à gérer correctement : larcins et actes de vandalisme inexpliqués.
Monsieur Poirot décide d'aider Mme Hubbard, mais il est immédiatement déboussolé au milieu de tant de situations apparemment indépendantes les unes des autres. Le problème s'aggrave lorsqu'un meurtre se produit après que Poirot a visité la pension de famille.
Poirot, cependant, n'abandonne pas et, avec l'inspecteur Sharpe, parvient à rassembler suffisamment d'informations pour donner un sens aux événements de Hickory Street.
Enfin, Miss Lemon est rassurée et Poirot peut à nouveau compter sur sa grande efficacité.

## Élaboration du roman
Le nom « Vanilos » n'apparaît pas dans les éditions anglophones. C'est en effet un nom introduit par Albert Pigasse, fondateur et directeur de la collection « Le Masque » à la Librairie des Champs-Élysées, pour couper court, dans les années 1950, à la contestation émanant d'une personne ayant pour mère une dame Nicoletis (le nom de la propriétaire de la pension, dans les éditions en anglais).
C'est le premier roman dans lequel le personnage de Miss Lemon est décrit un peu plus longuement que dans les rares nouvelles dans lesquelles la secrétaire était apparue. On y apprend à cette occasion son prénom, Felicity, et l'existence d'une sœur, Mme Hubbard, qui gère une pension pour étudiants (ces deux informations provoquant la stupéfaction de Poirot, au début du roman, le détective ayant toujours considéré sa secrétaire comme n'étant pas réellement « humaine »).

## Autour du roman
Philip John Stead, du Times Literary Supplement, a fait l'éloge du roman, déclarant dans sa critique du 23 décembre 1955 que « le retour de Poirot sur les terrains de chasse du roman policier est en quelque sorte un événement. Il est appelé à résoudre le mystère d'une série de larcins apparemment anodins dans une auberge de jeunesse, mais se retrouve bientôt à accompagner la police dans une enquête sur un meurtre. Mme Christie instaure rapidement son atmosphère favorite grâce à son habile mélange de gaieté et de suspense. »

## Éditions
- (en) Hickory Dickory Dock, Londres, Collins Crime Club, 31 octobre 1955, 192 p.
- (en) Hickory Dickory Death, New York, Dodd, Mead and Company, novembre 1955, 241 p.
- Pension Vanilos  (trad. Michel Le Houbie), Paris, Librairie des Champs-Élysées, coll. « Le Masque » (no 555), 1956
- Pension Vanilos (trad. Jean-Marc Mendel), dans : L'Intégrale : Agatha Christie  (trad. de l'anglais, préf. Jacques Baudou), t. 10 : Les années 1953-1958, Paris, Librairie des Champs-Élysées, coll. « Les Intégrales du Masque », 1997, 1245 p. (ISBN 2-7024-2416-3, BNF 35863425)

## Adaptations à la télévision
- 1995 : Pension Vanilos (Hickory Dickory Dock), téléfilm de la série britannique Hercule Poirot d'ITV (épisode 6.02), avec David Suchet dans le rôle d'Hercule Poirot et Pauline Moran celui de Miss Lemon. L'inspecteur Sharpe est remplacé par l'inspecteur Japp joué par Philip Jackson.
- 2015 : Pension Vanilos, téléfilm de la série française Les Petits Meurtres d'Agatha Christie de France 2 (épisode 2.08). Les personnages d'Hercule Poirot et Miss Lemon y sont absents, remplacés par le trio formé du commissaire Laurence, de la journaliste Alice Avril et de la secrétaire Marlène Leroix, respectivement joués par Samuel Labarthe, Blandine Bellavoir et Élodie Frenck.